# The R. in R&B Collection, Vol. 1
The R. In R&B Collection, Vol. 1 è il primo greatest hits di R. Kelly, pubblicato nel 2003 dalla Jive Records. L'album include tre brani inediti, tra cui il singolo Thoia Thoing.

## Tracce

### Edizione USA
1. Bump N' Grind - 4:17 - (R. Kelly)
2. Your Body's Callin' - 4:34 - (R. Kelly)
3. Sex Me (Part 1) - 4:17 - (R. Kelly)
4. You Remind Me of Something - 4:10 - (R. Kelly)
5. Ignition (Remix) - 3:07 - (R. Kelly)
6. Down Low (Nobody Has to Know) (feat. Ronald & Ernie Isley) - 4:22 - (R. Kelly)
7. When a Woman's Fed Up - 4:35 - (R. Kelly)
8. Step in the Name of Love (Remix) - 7:09 - (R. Kelly)
9. Thoia Thoing - 3:41 - (R. Kelly)
10. Touched a Dream - 3:45 - (R. Kelly)
11. Fiesta (Remix) (featuring Jay-Z, Boo & Gotti) - 4:01 - (produced by Poke & Tone and Precision) (R. Kelly)
12. I Wish - 5:03 - (R. Kelly)
13. Ghetto Religion (featuring Wyclef Jean) - 3:32 - (R. Kelly, W. Jean, J. Duplessis)
14. Honey Love (R. Kelly & Public Announcement) - 4:04 - (R. Kelly)
15. She's Got That Vibe (R. Kelly & Public Announcement) - 3:20 -  (R. Kelly, B. Hankerson)
16. The World's Greatest - 3:56 -  (R. Kelly)
17. I'm Your Angel (duetto con Céline Dion) - 4:49 - (R. Kelly)
18. I Believe I Can Fly - 5:20 - (R. Kelly)

#### Edizione Speciale 2 CD

##### CD 1
1. Bump N' Grind - 4:17 - (R. Kelly)
2. Your Body's Callin' - 4:34 - (R. Kelly)
3. Sex Me (Part 1) - 4:17 - (R. Kelly)
4. Gotham City - 5:05 - (R. Kelly)
5. Ignition (Remix) - 3:07 - (R. Kelly)
6. Down Low (Nobody Has to Know) (feat. Ronald & Ernie Isley) - 4:22 - (R. Kelly)
7. When a Woman's Fed Up - 4:35 - (R. Kelly)
8. Thoia Thoing - 3:41 - (R. Kelly)
9. Touched a Dream - 3:45 - (R. Kelly)
10. I Wish - 5:03 - (R. Kelly)
11. Ghetto Religion (featuring Wyclef Jean) - 3:32 - (R. Kelly, W. Jean, J. Duplessis)
12. The Storm Is Over Now - 4:36 - (R. Kelly)
13. She's Got That Vibe (R. Kelly & Public Announcement) - 3:20 -  (R. Kelly, B. Hankerson)
14. If I Could Turn Back the Hands of Time - 6:20 - (R. Kelly)
15. The World's Greatest - 3:56 -  (R. Kelly)
16. I'm Your Angel (duetto con Céline Dion) - 4:49 - (R. Kelly)
17. I Believe I Can Fly - 5:20 - (R. Kelly)
18. Home Alone (featuring Keith Murray) - 4:39 - (R. Kelly, K. Price, K. Murray)

##### CD 2
1. Bump N' Grind (Old School Mix) - 4:26 - (R. Kelly)
2. Down Low (Nobody Has to Know) (Live To Regret It Mix/Blame It On The Mo') (feat. Ronald & Ernie Isley) - 4:28 - (R. Kelly)
3. Step in the Name of Love (Remix) - 7:09 - (R. Kelly)
4. Fiesta (Remix) (featuring Jay-Z, Boo & Gotti) - 4:01 - (produced by Poke & Tone and Precision) (R. Kelly)
5. Gotham City (Remix) - 4:47 - (R. Kelly)

### Edizione UK

#### CD 1
1. Ignition (Remix) - 3:07 - (R. Kelly)
2. Your Body's Callin' - 4:34 - (R. Kelly)
3. I Believe I Can Fly - 5:20 - (R. Kelly)
4. If I Could Turn Back the Hands of Time - 6:20 - (R. Kelly)
5. Bump N' Grind - 4:17 - (R. Kelly)
6. She's Got That Vibe (R. Kelly & Public Announcement) - 3:20 -  R. Kelly, B. Hankerson)
7. Thank God It's Friday - 3:54 - (R. Kelly)
8. Gotham City - 5:05 - (R. Kelly)
9. The World's Greatest - 3:56 -  (R. Kelly)
10. I Wish - 5:03 - (R. Kelly)
11. Fiesta (Remix) (featuring Jay-Z, Boo & Gotti) - 4:01 - (produced by Poke & Tone and Precision) (R. Kelly)
12. Home Alone (featuring Keith Murray) - 4:39 - (R. Kelly, K. Price, K. Murray)
13. Down Low (Nobody Has to Know) (feat. Ronald & Ernie Isley) - 4:22 - (R. Kelly)
14. When a Woman's Fed Up - 4:35 - (R. Kelly)
15. I'm Your Angel (duetto con Céline Dion) - 4:49 - (R. Kelly)
16. The Storm Is Over Now - 4:36 - (R. Kelly)

#### CD 2
1. Snake (Remix) (featuring Cam'ron & Big Tigger) - 4:40 - (R. Kelly, D. Morgan)
2. Bump N' Grind (Old School Mix) - 4:26 - (R. Kelly)
3. Down Low (Nobody Has to Know) (Live To Regret It Mix/Blame It On The Mo') (feat. Ronald & Ernie Isley) - 4:28 - (R. Kelly)
4. Step in the Name of Love (Remix) - 7:09 - (R. Kelly)
5. Ghetto Religion (featuring Wyclef Jean) - 3:32 - (R. Kelly, W. Jean, J. Duplessis)
6. Gotham City (Remix) - 4:47 - (R. Kelly)
7. Thoia Thoing - 3:41 - (R. Kelly)
8. Touched a Dream - 3:45 - (R. Kelly)